# Mellebynuten
Die Mellebynuten ist ein Berg im ostantarktischen Königin-Maud-Land. In der Kirwanveggen markiert er das östliche Ende der Neumayersteilwand.
Erste Luftaufnahmen entstanden bei der Deutschen Antarktischen Expedition 1938/39 unter der Leitung von Alfred Ritscher. Norwegische Kartographen, die ihn auch benannten, kartierten den Berg anhand von Vermessungen und Luftaufnahmen der Norwegisch-Britisch-Schwedischen Antarktisexpedition (NBSAE, 1949–1952) und zwischen 1958 und 1959 erstellten Luftaufnahmen der Dritten Norwegischen Antarktisexpedition (1956–1960). Namensgeber ist Peter Melleby (1917–2019), Verantwortlicher für die Schlittenhunde bei der NBSAE.